# Haematopota intermedia
Haematopota intermedia är en tvåvingeart som beskrevs av Schuurmans Stekhoven 1926. Haematopota intermedia ingår i släktet Haematopota och familjen bromsar. Inga underarter finns listade i Catalogue of Life.